# Белоносова (Каменский муниципальный округ)
Белоносова — деревня в Каменском районе Свердловской области России. Входит в Каменский муниципальный округ.
Ранее входила в состав Клевакинского сельсовета Каменского района.

## Название
Названа Белоносова по фамилии основателя .
Известна также как Елинское,  Белинское.

## География

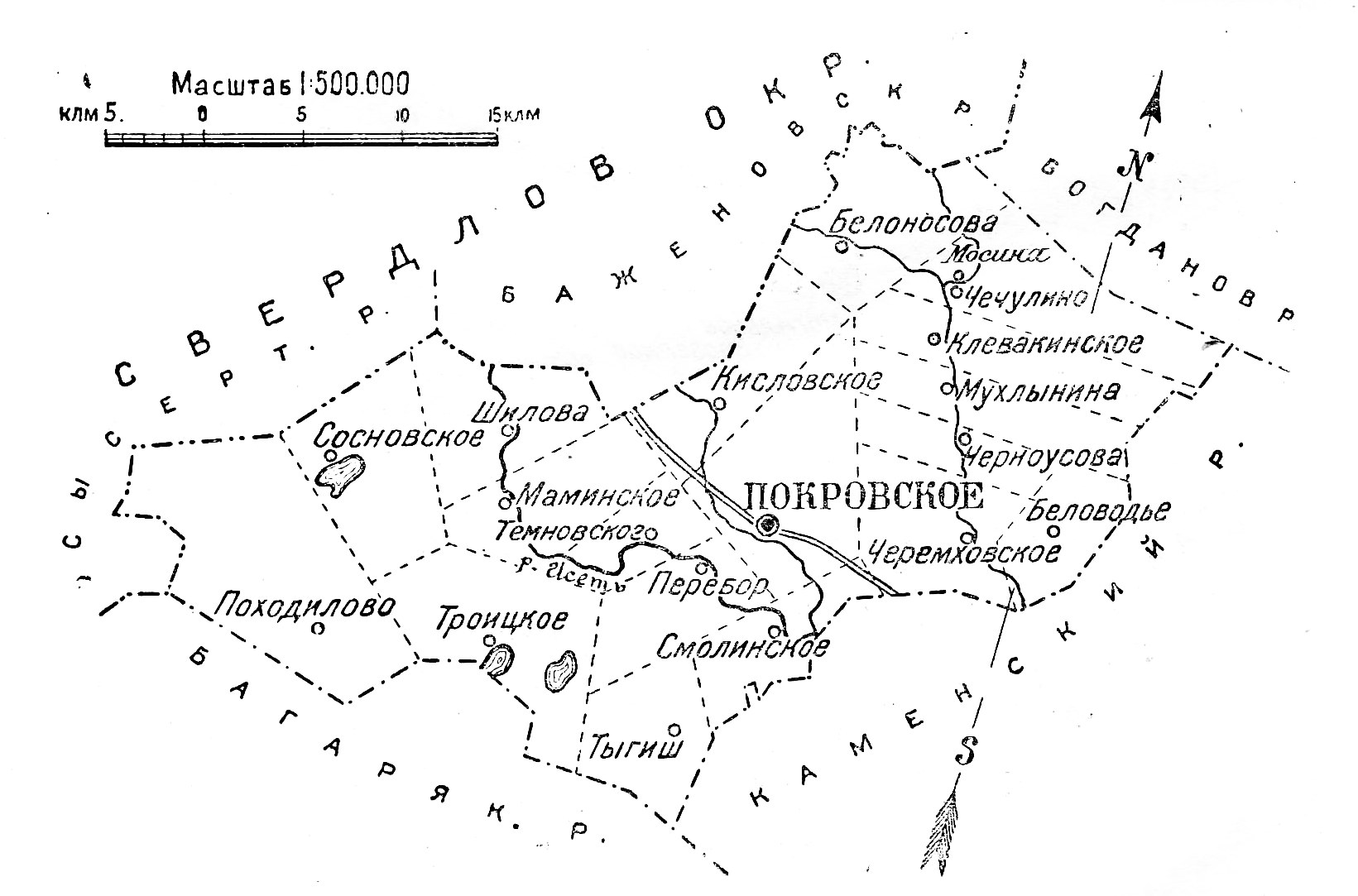
Белоносова на схеме Покровского района; 1928 год

Деревня расположена в 27 километрах (по автодорогам в 33 километрах) к северо-западу от города Каменска-Уральского, преимущественно на левом берегу реки Белой (левого притока реки Каменки, речной бассейн Исети). В деревне река Белая образует пруд.

## История
В 1711 году основатель деревни Василий Белоносов срубил первую избу. Жители деревни занимались землепашеством, гончарничеством и меной зелёной посуды на шкурки собак и кошек. 29 июня  1735 года составлена первая ревизская сказка. В 1886 году открыта земская школа. В 1896—1907 годах в селе существовал подпольный кружок под руководством учителя Н. А. Державина.
В 1907 году Фёдором Филипповичем Коровиным было организовано потребительское общество и построен каменный магазин. Позже благодаря тому же Ф. Ф. Коровину в селе была построена электростанция (электричество получено 1 мая 1921 года), мельница, керамическая фабрика, горн, склады, кузница для ремонта сельхозмашин. Это предприятие было закрыто в 1934 году, а локомобиль и динамомашина перевезены в посёлок Горный, на картонную фабрику «Свободный труд». 
В 1928 году в деревне работала школа и кооператив. В 1939 году Белоносовский совхоз им. Куйбышева участвовал на Всесоюзной сельскохозяйственной выставке.

### Христорождественская церковь
В 1852 году заложена, а в 1864 году открыта каменная однопрестольная церковь, которая была освящена в честь Рождества Христова в 1864 году. Храм был закрыт в 1939 году, а в настоящее время здесь располагаются клуб и библиотека.

### Административно-территориальная принадлежность
В 1916 году деревня относилась к Клевакинской волости. В 1928 году Белоносова была административным центром Белоносовского сельсовета, входившего в Покровский район Шадринского округа Уральской области. 
На основании Указа Президиума Верховного Совета РСФСР от 15 июня 1942 года Каменский и Покровский районы были выделены из Челябинской области и включены в состав Свердловской области. В составе Покровского района был включен и Белоносовский сельсовет с деревней Белоносова.
14 мая 1962 года деревни Белоносова и Рублева объединены в деревню Белоносова.  

## Население
| 1904 | 1926 | 2002 | 2010 | 2021 |
| ---- | ---- | ---- | ---- | ---- |
| 607  | ↗695 | ↘229 | ↘198 | ↘127 |

### Историческая численность населения
- В 1852 году в деревне Белоносовой было 48 домов с населением 712 человек[6].
- По данным 1904 года, 83 двора с населением 607 человек (мужчин — 296, женщин — 311), все русские, бывшие государственные[13].
- По данным переписи населения 1926 года, в деревне Белоносовой было 132 двора с населением 695 человек — 328 мужчин и 367 женщин, все русские[5].
- По данным переписи 2002 года, русские составляли 91 % от общего числа жителей[14].
- По данным переписи населения 2010 года, в деревне проживали 198 человек — 92 мужчины и 106 женщин[15].

## Инфраструктура
Личное подсобное хозяйство с зоной сельскохозяйственного использования, индивидуальная застройка усадебного типа. Основа экономики — сельское хозяйство. Имеется фельдшерско-акушерский пункт.

## Достопримечательности
Обелиск погибшим в годы Великой Отечественной войны.

## Транспорт
Остановка общественного транспорта «Белоносова». 